# Studio Mir
Studio Mir Co., Ltd. (кор.: хангиль: 주식회사 스튜디오 미르) — південнокорейська анімаційна студія з Сеула. Серед інших робіт, студія анімувала більшість американських телесеріалів «Легенда про Корру», четвертий сезон «Бундоків», серіалів Netflix «Вольтрон: Легендарний захисник», «DOTA: Кров дракона» та «Кіпо та епоха чудесних звірів», а також такі фільми, як «Велика риба». & Begonia, The Witcher: Nightmare of the Wolf і Mortal Kombat Legends: Scorpion's Revenge.

## Історія
Studio Mir була заснована в 2010 році Чже Мюн Ю разом з виконавчим директором Кванг Іль Ханом і керівником відділу розвитку бізнесу Сун Ук Лі. Раніше Ю 20 років працював в анімації, зокрема як режисер анімації для серіалу « Аватар: Останній маг повітря ». Він обрав назву студії на честь радянської космічної станції « Мир », яка надихнула його «науковим проривом і духом співпраці».
Студія почала працювати з 20 аніматорами над своїм першим проектом, мультсеріалом Nickelodeon і сиквелом « Аватара » «Легенда про Корру» — надзвичайно важливий контракт для нової студії, який вона отримала завдяки тривалим робочим відносинам Ю з творцями обох серіалів, Брайаном. Конєцко та Майкл Данте ДіМартіно. Окрім самої анімації, Мір працював із студією Nickelodeon Animation Studio, щоб зробити внесок ' підготовку та розкадровку Корри, включаючи її складну хореографію бойових мистецтв. Через деякий час після завершення «Легенди про Корру » колишній віце-президент Nickelodeon Марк Тейлор працював із Studio Mir над створенням анімації для науково-фантастичного анімаційного серіалу Netflix « Вольтрон: Легендарний захисник » разом із деякими членами творчої групи з Korra.
У Південній Кореї вийшло в ефір дуже мало анімаційних фільмів, у які взяв участь «Мір» – лише перший сезон « Корри » вийшов «дуже тихо». Через це студія маловідома всередині країни, і, як наслідок, компанія орієнтована на міжнародну співпрацю.
Студія працює над своїм першим оригінальним серіалом під назвою «Кодзі» та шукає інвесторів для проекту.

## Фільмографія

### Серіали
| Назва                               | рік            | Спільне виробництво                                                                  | Клієнт           | Примітки                                                       |
| ----------------------------------- | -------------- | ------------------------------------------------------------------------------------ | ---------------- | -------------------------------------------------------------- |
| Легенда про Корру                   | 2012–2014 роки | Ginormous Madman Productions Nickelodeon Animation Studio                            | Nickelodeon      | Послуги анімації для всіх епізодів (крім епізодів 13–18 і 21). |
| Чорний динаміт                      | 2012 рік       | Williams Street Productions                                                          | Adult Swim       | Анімаційні послуги для 5 серії.                                |
| Бундок                              | 2014 рік       | Sony Pictures Television                                                             | Adult Swim       | Основна анімаційна студія 4 сезону.                            |
| Вольтрон: Легендарний захисник      | 2016–2018 роки | DreamWorks Animation Television World Events Productions                             | Netflix          | Головна анімаційна студія.                                     |
| Lego Elves: Secrets of Elvendale    | 2017 рік       | The Lego Group                                                                       | Netflix          | Головна продакшн-студія.                                       |
| Юна Ліга Справедливості: Аутсайдери | 2019 рік       | Warner Bros. Animation DC Entertainment                                              | DC Entertainment | Анімаційні послуги для 12 і 16 епізодів.                       |
| Кіпо та епоха динозаврів            | 2020 рік       | DreamWorks Animation Television                                                      | Netflix          | Головна анімаційна студія.                                     |
| Dota: Dragon's Blood                | 2021–тепер     | Kaiju Boulevard                                                                      | Netflix          | Головна продакшн-студія                                        |
| Юна Ліга Справедливості: Фантоми    | 2021–тепер     | Warner Bros. Анімація DC Entertainment                                               | HBO Макс         | Головна анімаційна студія                                      |
| Харлі Квінн                         | 2022-тепер     | Так, Norman Productions Смачний Non-Sequitur Warner Bros. Animation DC Entertainment | HBO Макс         | Основна анімаційна студія 3 сезону.                            |
| Лукізм                              | 2022 рік       |                                                                                      | Netflix          | Головна продакшн-студія                                        |
| Кодзі                               | TBA            |                                                                                      |                  |                                                                |

Крім того, Studio Mir зробила редагування для 2014 Disney XD англійською та корейською дубляжами серіалу Doraemon 2005 року.

### Фільми
| Назва                                       | рік  | Копродукція с                                  | Примітки                |
| ------------------------------------------- | ---- | ---------------------------------------------- | ----------------------- |
| Велика риба та бегонія                      | 2016 | Beijing Enlight Media Biantian (Beijing) Media | Анімаційні послуги      |
| Смерть Супермена                            | 2018 | Warner Bros. Animation DC Entertainment        | Анімаційні послуги      |
| Легенди Mortal Kombat: Revenge Scorpion     | 2020 | Warner Bros. Animation                         | Анімаційні послуги      |
| Бетмен: Душа Дракона                        | 2021 | Warner Bros. Animation DC Entertainment        | Анімаційні послуги      |
| Відьмак: Кошмар вовка                       | 2021 |                                                | Виробництво та анімація |
| Mortal Kombat Legends: Battle of the Realms | 2021 | Warner Bros. Animation                         | Анімаційні послуги      |
| Mortal Kombat Legends: Snow Blind           | 2022 | Warner Bros. Animation                         | Анімаційні послуги      |

### Шорти
| Назва                              | рік      | Копродукція с                           | Примітки                           |
| ---------------------------------- | -------- | --------------------------------------- | ---------------------------------- |
| Думай як людина                    | 2012 рік | Rainforest Films                        | Анімована початкова послідовність. |
| ASURA Online                       | 2013 рік | Tencent                                 | 2D трейлер.                        |
| League of Legends - Шлях до Кубка  | 2013 рік | Riot Games                              |                                    |
| Вартові галактики                  | 2015 рік | Marvel Animation                        | Шорти 1 сезону.                    |
| League of Legends - Bard: Mountain | 2015 рік | Riot Games                              |                                    |
| Черепахам потрібен час (і простір) | 2016 рік | Nickelodeon Animation Studio            |                                    |
| DC Showcase: Sgt. Рок              | 2019 рік | Warner Bros. Animation DC Entertainment |                                    |
| DC Showcase: Смерть                | 2019 рік | Warner Bros. Animation DC Entertainment |                                    |
| Бетмен: Смерть у родині            | 2020 рік | Warner Bros. Animation DC Entertainment |                                    |

## Зовнішні посилання
- Офіційний сайт
- Studio Mir у соцмережі «Facebook»